# 烤漆
烤漆是在家具、車輛等制造中的一种喷漆制作方法（工艺）。其方法是：在打磨到一定粗糙程度的基底上，喷上若干层油漆后经高温烘烤定型。 
该工艺对油漆要求较高，显色性好。制作出的产品光泽度高，如玻璃镜面。目前烤漆工艺已经广泛应用于車輛和移动门、橱柜书桌等家具产品，也开始日益渗透到其它材质表面加工工艺中。